# Al Wakrah
Al Wakrah (Arabisch: الوكرة) is een gemeente in Qatar.
Al Wakrah telde in 2004 bij de volkstelling 31.441 inwoners.
Al Ghuwariyah · Al Jumaliyah · Al Khawr · Al Wakrah · Ar Rayyan · Ash Shamal · Doha · Jariyan al Batnah · Mesaieed · Umm Salal